# Teresa Confalonieri (film)
Teresa Confalonieri è un film del 1934 diretto da Guido Brignone.
Il soggetto è tratto dal dramma Il conte Aquila di Rino Alessi.

## Trama
Nel 1821 il conte Federico Confalonieri viene arrestato dagli austriaci per cospirazione e condannato al capestro. La moglie, Teresa Casati, con grande fatica riesce ad ottenere la grazia dall'imperatore d'Austria e la pena capitale viene mutata in ergastolo da scontare nello Spielberg dove rimarrà fino al 1835.

## Accoglienza

### Critica
Filippo Sacchi, nel Corriere della Sera del 27 ottobre 1934 "Teresa Confalonieri, ha conseguito alla Mostra di Venezia del cinema del 1934, il massimo premio, la Coppa Mussolini, per il miglior film italiano. Nel rendere conto dell'assegnazione, la Presidenza della Biennale faceva seguire questa motivazione: Per la nobiltà e la passione con le quali viene esaltata la purissima figura dell'eroina, alta e generosa di donna italiana, attraverso un incalzante rapido succedersi di avvenimenti, resi con scene e dialoghi avvincenti, se pur talvolta ancora legati alla tecnica del teatro. Se dunque, anche per l'autorevolissimo parere dei giudici, neppure Teresa Confalonieri realizza tutti i requisiti di eccellenza artistica che l'alto premio dovrebbe coronare, esso ne possiede però, la maggior parte e la migliore; sincerità d'ispirazione, vigore drammatico, passione patriottica, potenza rappresentativa. È un film che, pur attraverso i suoi difetti formali, prende a commuovere. Il dramma centrale è quello di Teresa. Ebbene, Marta Abba ha dato a questo personaggio tutti gli accenti più caldi e più belli della sua arte sagace e personalissima. È un'interpretazione completa per equilibrio, saldezza e insieme intimo fuoco, agitata commozione. Certi suoi gesti di lenta disperazione, certi primi piani irradianti trasognato fervore, sono fotogenicamente perfetti".

## Riconoscimenti
- 1934 - Mostra internazionale d'arte cinematografica
  - Coppa Mussolini al miglior film